# Ziyang (Sichuan)
Ziyang (forenklet kinesisk: 资阳; traditionel kinesisk: 資陽; pinyin: Zīyáng; Wade-Giles: Tzū-yáng) er et bypræfektur i den kinesiske provins Sichuan. Det har et areal på 7.962 km², og en befolkning på 4.930.000 mennesker (2007).

## Administrative enheder
Bypræfekturet Ziyang har jurisdiktion over et distrikt (区 qū), ett byamt (市 shì) og 2 amter (县 xiàn).
| Kort             | Kort     | Kort   | Kort         | Kort                   | Kort        | Kort      |
| ---------------- | -------- | ------ | ------------ | ---------------------- | ----------- | --------- |
| Kort over Ziyang |          |        |              |                        |             |           |
| #                | Navn     | Hanzi  | Pinyin       | Befolkning (2004 est.) | Areal (km²) | Indb./km² |
| Distrikter       |          |        |              |                        |             |           |
| 1                | Yanjiang | 雁江区 | Yànjiāng Qū  | 1.050.000              | 1.633       | 643       |
| Byamter          |          |        |              |                        |             |           |
| 2                | Jianyang | 简阳市 | Jiǎnyáng Shì | 1.420.000              | 2.215       | 641       |
| Amter            |          |        |              |                        |             |           |
| 3                | Lezhi    | 乐至县 | Lèzhì Xiàn   | 870.000                | 1.424       | 611       |
| 4                | Anyue    | 安岳县 | Ānyuè Xiàn   | 1.530.000              | 2.690       | 569       |

## Trafik

### Jernbane
Chengdu-Chongqing-jernbanen betjener området; den fører fra Chengdu til Chongqing.

### Vej
Kinas rigsvej 321 løber gennem området. Den fører fra Guangzhou i provinsen Guangdong via blandt andet Wenzhou og Guilin til Chengdu, hovedstaden i Sichuan.